# 熊本東バイパス

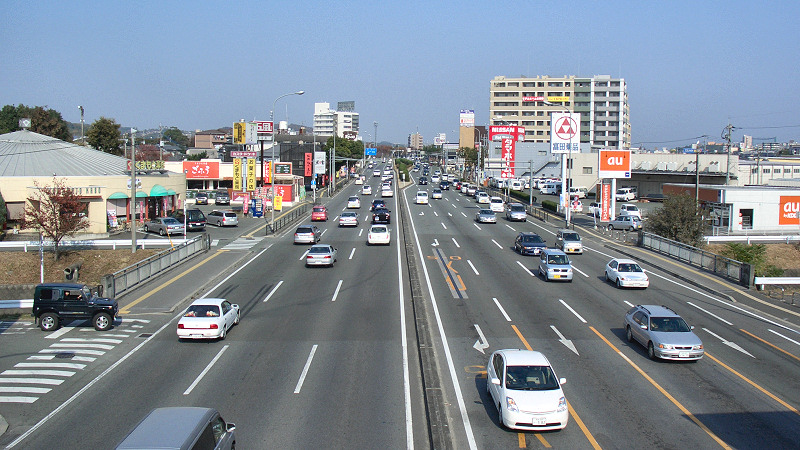
熊本市東区保田窪本町

熊本東バイパス（くまもとひがしバイパス）は、大分市から熊本市を経由して長崎市に至る国道57号のうち、熊本市の東区新南部から南区近見に至るバイパス道路である。

## 概要
熊本市北東部から南西部を結ぶ延長9.7kmの平面6車線（片側3車線）道路である。
大分・阿蘇方面からの国道57号が東区新南部で北からの国道3号熊本北バイパスと合流して国道57号熊本東バイパスとなり、南区近見で国道3号の本線に合流するとともに熊本県道51号熊本港線に接続する。
熊本北バイパス・熊本西環状道路等と一体となって地域高規格道路である熊本環状道路の一部を構成している。

## 周辺情報
官公庁・施設
- 熊本県庁
- 水前寺運動公園
  - 熊本市水前寺競技場
  - 熊本市水前寺野球場
  - 熊本競輪場
  - 熊本武道館
- 熊本市南区役所幸田総合出張所
- 国土交通省熊本維持出張所

観光・商業施設
- 水前寺成趣園
- 熊本市動植物園
- 水前寺江津湖公園
- ゆめタウンはません

河川・湖畔
- 白川
- 藻器堀川
- 江津湖（上江津湖・下江津湖）
- 天明新川

## 交差する道路
| 交差する道路                         | 交差する場所         | 大分犬飼から (km) |
| ------------------------------------ | -------------------- | ----------------- |
| 国道3号（熊本北バイパス） 久留米方面 | 新南部               | 106.8             |
| 県道103号熊本空港線                  | 保田窪               | 107.3             |
| 産業道路 / 国体道路                  | 保田窪北             | 107.7             |
| 県道228号戸島熊本線                  | 上水前寺             | 108.8             |
| 県道36号熊本益城大津線               | 県庁通り入口         | 110               |
| 県道28号熊本高森線                   | 神水                 | 110.5             |
| 県道236号神水川尻線                  | 湖東                 | 110.9             |
| 県道103号熊本空港線（旧道）          | 江津斉藤橋           | 111.5             |
| 県道103号熊本空港線（新道）          | 江津団地入口         | 112               |
| 国道266号（国道445号）浜線バイパス   | 田井島               | 113.2             |
| 県道104号熊本浜線（通称：旧浜線）    | 田迎小入口           | 113.7             |
| 県道182号田迎木原線                  | 流通団地入口         | 115.1             |
| 県道51号熊本港線                     | 近見東（近見高架橋） | 116.2             |
| 国道3号                              | 近見                 | 116.5             |
| 県道51号熊本港線（熊本環状道路）     |                      |                   |

## 橋梁
- 江津斉藤橋：江津湖にまたがる橋である。
- 近見高架橋：国道3号をまたぐ橋である。
- 田井島橋

## 沿革
- 1961年（昭和36年） - 都市計画決定（都市計画道路弓削近見線）[PR 1]。
- 1971年（昭和46年） - 九州自動車道の開通（熊本インターチェンジの供用開始）に合わせ一部区間が開通[要出典]。
- 1984年（昭和59年） - 暫定4車線にて全区間（延長9.7km）を供用開始[PR 1]。
- 2003年（平成15年） - 平面6車線化工事に着手[PR 1]。
- 2005年（平成17年） - 新南部から近見間平面6車線供用開始[PR 1]。